# Гуен Тенисън
Гуендолин „Гуен“ Тенисън (на английски: Gwendolyn 'Gwen' Tennyson) е една от главните героини от сериала Бен 10, както и в продълженията му. Пада му се братовчедка. Първата ѝ поява е в епизода „Те бяха 10“ (And Then There Were 10), когато е на къмпинг с Бен и дядо му. Тя е момиче на 10 години (в по-късни епизоди 15 год). В „Бен и космическата десетка: Надпревара с времето“ ролята ѝ се изпълнява от Хейли Рам, а в продължението-от Галадриъл Стайнман.

## Любопитни факти
- В оригиналните серии се озвучава от Меган Смит, а в продълженията е озвучена от Ашли Джонсън.
- Нейното алтер его е Късметлийката в епизода Lucky girl.
- В епизода What Are Little Girls Made Of е показано, че тя има анодитски произход.
- В епизода Ghostfreaked Out, Гуен казва, че е член на училищния отбор по джиу джицу, а в продълженията твърди, че се занимава с Таекуон-до.
- Girl Trouble има братовчедна Съни, която е създадена по неин образец.
- В Save the Last Dance Бен споменава, че нейните любими цветя са жълтите рози.
- В Inferno e разкрито, че тя страда от клаустрофобия.
- Тя е любимата внучка на баба Вердона. В Бен 10: Омнивърс тя учи в колеж, заедно с Кевин Левин.
- Има любовни връзки с Кевин.